# 967 до н. е.

## Події
- Близько цього року на престол царя Ассирії підіймається Тіглатпаласар II.

### Астрономічні явища
- 22 травня. Часткове сонячне затемнення.[1]
- 20 червня. Часткове сонячне затемнення.[1]
- 16 листопада. Часткове сонячне затемнення.[1]

## Померли
- Ашшур-реш-іші II, цар Ассирії
- За деякими джерелами[2] в цьому році помер Кан-ван Чжоу правитель Західної Чжоу у Китаї